# Psicologia teórica
A psicologia teórica diz respeito aos processos de investigação, de estudo e compreensão do homem, da sua conduta e processos mentais, com a finalidade de formular conceitos e construir teorias.